# Flikrabarber

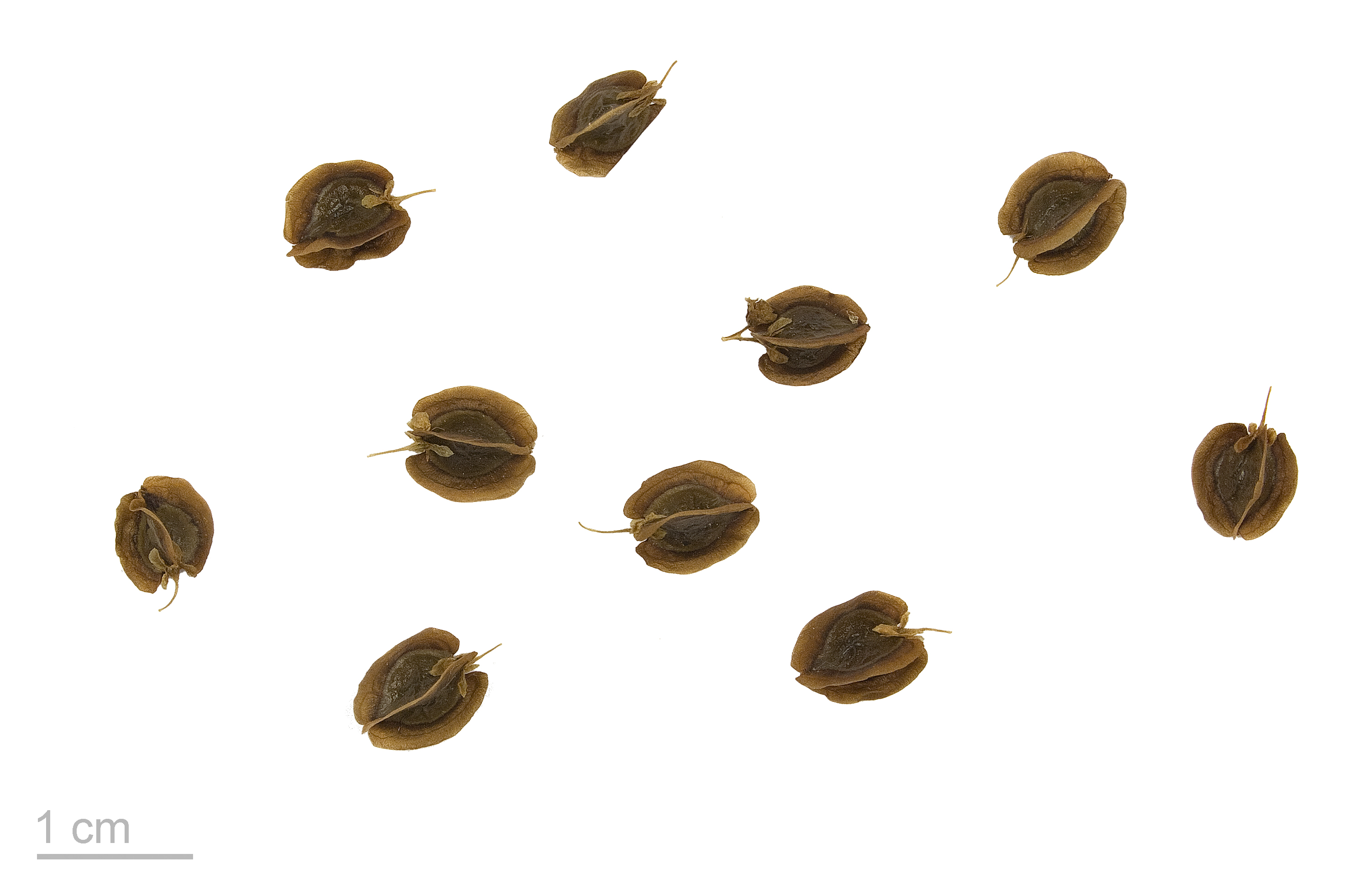
Rheum palmatum

Flikrabarber (Rheum palmatum) är en art i familjen slideväxter från Kina. Den växer i dalar och sluttningar.
Flikrabarber är en flerårig ört med kraftig jordstam och stora rötter, Stjälken är ihålig. Bladskaften är rundade, ungefär lika långa som bladskivorna, med täta pipiller. Bladskivorna blir 40-60 cm långa och lika breda, handflikiga med flikiga lober. Stjälkbladen är mindre.
Blomställningarna är stora, tätt håriga. Blommorna små med purpurröda eller gulvita kalkblad. frukten är en vingad nöt.

## Synonymer
- Rheum potaninii Losinskaja
- Rheum qinlingense Y. K. Yang & al.